# Mesanthophora
Mesanthophora là một chi thực vật có hoa trong họ Cúc (Asteraceae).

## Loài
Chi Mesanthophora gồm các loài: